# Муниципальное образование «Тараса»
Тарасинское сельское поселение — муниципальное образование со статусом сельского поселения в Боханском районе Иркутской области России. Административный центр — село Тараса.

## Население
| 2010  | 2011  | 2012  | 2013  | 2014  | 2015  | 2016  |
| ----- | ----- | ----- | ----- | ----- | ----- | ----- |
| 1676  | →1676 | ↘1653 | ↗1654 | ↘1653 | ↗1662 | ↗1668 |
| 2017  |       |       |       |       |       |       |
| ↗1690 |       |       |       |       |       |       |

По результатам Всероссийской переписи населения 2010 года численность населения муниципального образования составила 1676 человек, в том числе 796 мужчин и 880 женщин.

## Состав сельского поселения
| № | Населённый пункт | Тип населённого пункта       | Население |
| - | ---------------- | ---------------------------- | --------- |
| 1 | Буреть           | деревня                      | →166      |
| 2 | Заведение        | посёлок                      | →0        |
| 3 | Кулакова         | деревня                      | ↗151      |
| 4 | Новый Алендарь   | деревня                      | ↘138      |
| 5 | Тараса           | село, административный центр | ↘1198     |